# Bucharische Juden
Bucharische Juden sind eine ethnisch-religiöse Gruppe des Judentums in Zentralasien. Sie leben nicht allein in Buchara, sondern in Usbekistan (siehe Usbekische Juden), Tadschikistan und Kirgisistan sowie vereinzelt in Russland, Kasachstan, Turkmenistan und Afghanistan. Zentralasiatische Städte, in denen bucharische Juden lebten bzw. bis heute leben, sind beispielsweise Samarkand, Taschkent, Duschanbe, Buchara, Kokand, Andijon, Margʻilon und Shahrisabz. Nach dem Zerfall der Sowjetunion wanderten viele bucharische Juden nach Israel und in die USA aus. Sie sprechen meist Judäo-Persisch (Buchori), einen persischen Dialekt, der üblicherweise mit hebräischen Buchstaben geschrieben wird.

## Bezeichnung

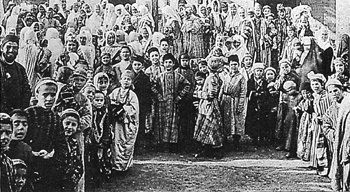
Bucharische Juden um 1890

Da die meisten im 16. Jahrhundert in Zentralasien lebenden Juden sich im Emirat Buchara konzentrierten, wurden sie von europäischen Reisenden als „bucharische Juden“ bezeichnet. Diese Benennung wurde von den später ins Ausland Emigrierten, z. B. in Israel, beibehalten. Die Bezeichnung legt fälschlicherweise nahe, alle Angehörigen dieser Minderheit stammten aus der usbekischen Stadt oder Provinz Buchara.

## Geschichte

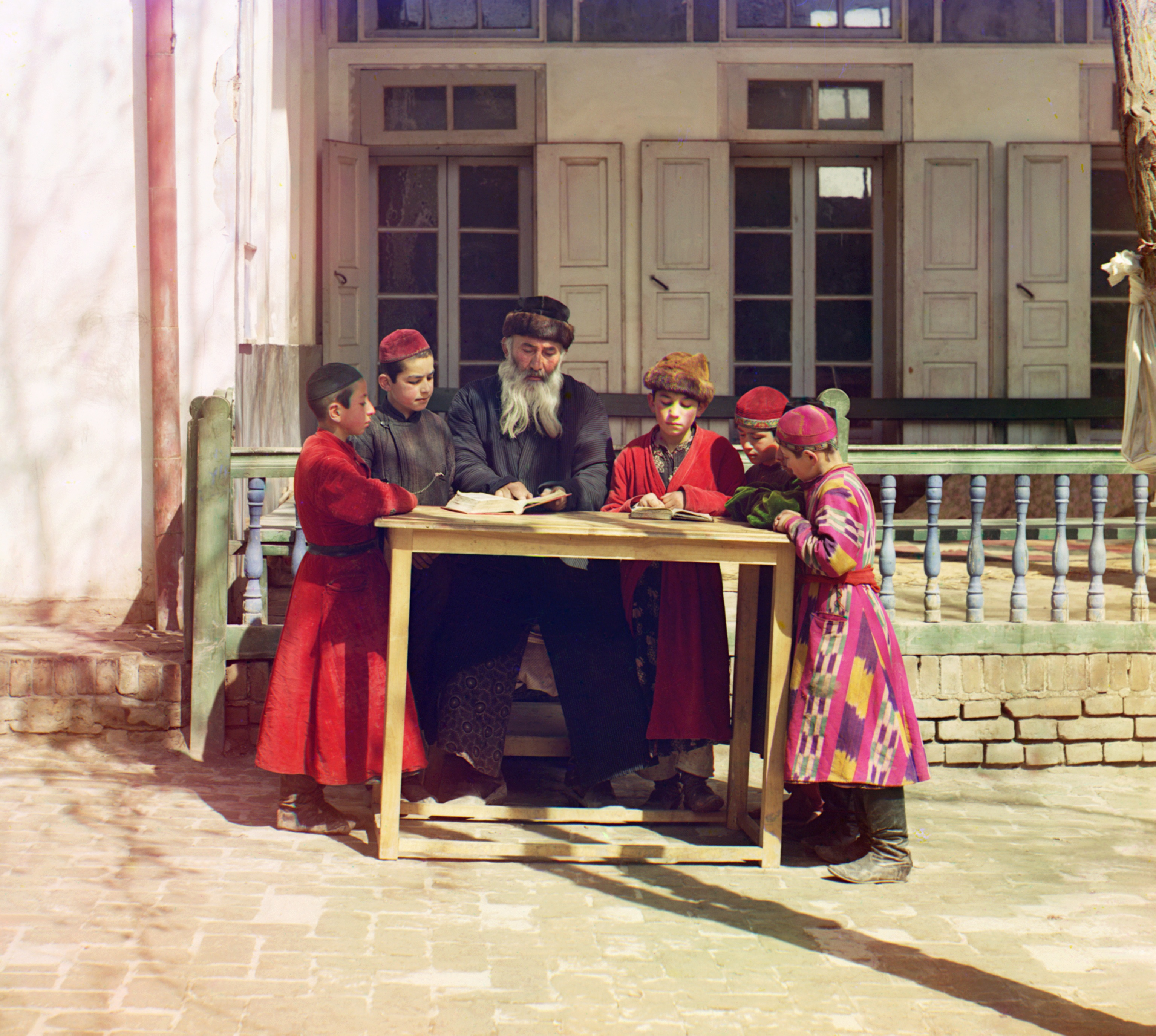
Jüdische Kinder mit ihrem Lehrer in Samarkand um 1910, frühe Farbphotographie von Sergei Prokudin-Gorski

Nach dem Babylonischen Exil wanderten viele der ins Achämenidenreich migrierten Juden nach Zentralasien aus, wo sie über viele Jahrhunderte hinweg friedlich mit der einheimischen Bevölkerung zusammenlebten. Die frühesten archäologischen Belege aus Merw und Baýramaly, die auf den Aufenthalt von Juden in Zentralasien hindeuten, stammen aus dem 2. Jahrhundert v. Chr. Zu jener Zeit lebten Juden insbesondere in den griechischsprachigen Kolonien der hellenistischen Welt, einschließlich des Griechisch-Baktrischen Königreichs.
Erste zuverlässige Mitteilungen über jüdische Siedlungen in mehreren Städten und Regionen Zentralasiens (Merw, Balch, Choresmien) stammen aus dem 8./9. Jahrhundert n. Chr. Die jüdische Bevölkerung Chorasans (unter diesen Begriff fielen alle von Iranern besiedelten Regionen östlich der Kawir-Wüste, Zentralasien eingeschlossen) im 10. Jahrhundert wird vom arabischen Geographen al-Muqaddasī vermerkt. Der bedeutende Gelehrte Yaqub al-Qirqisani spricht vom Vorhandensein von karäerischen Gemeinden in derselben Gegend und derselben Zeit. Quellen aus dem 11. Jahrhundert berichten von der zahlreichen, offenbar jüdischen Bevölkerung in Balch. Der bedeutendste jüdische Reisende des Mittelalters, Benjamin von Tudela, erzählt von einer großen jüdischen Gemeinde in Samarkand. Die erste Erwähnung einer jüdischen Gemeinde in Buchara geht auf das 13. Jahrhundert zurück. Buchara wird im 16. Jahrhundert zum Konzentrationspunkt der jüdischen Bevölkerung in Zentralasien. Ende des 16. Jahrhunderts und zu Beginn des 17. Jahrhunderts entsteht innerhalb der Stadt Buchara eine jüdische Siedlung (die sogenannte Alte Mahalla). Den Juden wird es verboten, sich außerhalb dieser Siedlung niederzulassen. Sie werden einer Reihe von Einschränkungen unterworfen, um ihren niedrigeren Status gegenüber der islamischen Bevölkerung zu unterstreichen.
Im 16. Jahrhundert kamen in Persien die Safawiden an die Macht und etablierten den
schiitischen Islam als Staatsreligion. Parallel dazu entstand das Khanat Buchara, der sunnitische Staat der Schaibaniden. Dies führte dazu, dass sich die Juden nun auf dem Territorium von zwei feindlich gesinnten Mächten befanden und sich in der Folge in drei isolierte Gruppen spalteten: afghanische, bucharische und iranische Juden.
Mitte des 18. Jahrhunderts erfolgte die erste größere Zwangskonversion bucharischer Juden zum Islam. Es entstand eine Tschala-Gemeinde, deren Angehörige sich weiterhin zum Judentum bekannten. In der ersten Hälfte des 19. Jahrhunderts folgte die zweite Welle von Zwangskonversionen, wodurch die Zahl der Tschala-Mitglieder erheblich anwuchs. Reste der Tschala-Gemeinde existieren in Zentralasien, vor allem in Buchara, bis in die Gegenwart. Der größte Teil der zwangskonvertierten Juden führt heute in ihren Identitätsnachweisen „Usbeke“ als Bezeichnung ihrer ethnischen Zugehörigkeit. Schon zum Ende des 18. Jahrhunderts führte der fehlende Zugang zu den Zentren jüdischer Gelehrsamkeit zum jähen Rückgang der traditionellen jüdischen Bildung der bucharischen Juden. Es drohte die vollständige Assimilation. 1793 unternahm der marokkanische Jude Josef ben Moses Mamon al-Maghribi eine Erkundungsreise zu den bucharischen Juden Usbekistans. Sein Ziel war es, für die Gemeinde in Safed Spenden zu sammeln, wo er sich kurz zuvor niedergelassen hatte. Als er sah, dass die jüdische Gemeinde in Buchara kurz vor der Auflösung stand, beschloss er dort zu bleiben. Dank seiner Bemühungen konnte das religiöse und kulturelle Leben wiederbelebt werden. Zu seinen bedeutendsten Reformen gehörte die Ersetzung der bis dahin praktizierten persischen Vortragsweise der Gebete und Melodien durch den sephardischen Ritus.
Zu Beginn des 19. Jahrhunderts entstand die zweite jüdische Siedlung, die sogenannte Neue Mahalla. Mitte des 19. Jahrhunderts erhielt sie den Stadtbezirk Amirabad innerhalb der Stadt Buchara. 1843 erwarben die Juden ein Stück Land zum Aufbau einer jüdischen Mahalla in Samarkand. Weitere jüdische Ansiedlungen befanden sich in Qarshi, Merw, Chatyrtschi, Shahrisabz, Kattakurgan, Kermine, Margilon und Duschanbe.
Ende des 19. Jahrhunderts wurde Usbekistan von Russland erobert. Infolgedessen wanderten auch aschkenasische Juden aus Westrussland nach Zentralasien ein. Während der Sowjetära waren die Juden gehalten, Russisch zu sprechen, so dass sich viele an die vordringende Kultur der Eroberer assimilierten.

## Aktuelle Situation
Nach dem Zerfall der Sowjetunion 1991 emigrierte der Großteil der bucharischen Juden nach Israel und in die USA. Heute leben nur noch wenige Juden in den unabhängigen Staaten Tadschikistan und Kirgisistan, während in Usbekistan noch deutlichere Spuren der jüdischen Präsenz zu finden sind.
Die ausschließlich in Wien lebenden bucharischen Juden Österreichs bilden mit 1.171 Personen (500 Familien) die größte Gruppe der ca. 6.900 Mitglieder der Israelitischen Kultusgemeinde Wien. In Wien waren 2013 85 % der bucharischen Juden unter 50 Jahre alt.
2009 lebten in Deutschland ca. 800 bucharische Juden in Düsseldorf, Hannover, Leipzig und Trier. Die größte Gemeinde mit etwa 340 Personen besteht in Hannover.

## Bekannte bucharische Juden
- Suleiman Alexandrowitsch Judakow (1916–1990), usbekisch-sowjetischer Komponist
- Eson Kandov (* 1941), sowjetischer Sänger und Musiker
- Irina Winer-Usmanowa (* 1948), Trainerin der russischen Nationalmannschaft für Rhythmische Sportgymnastik und Ehefrau des usbekisch-russischen Milliardärs Alischer Burchanowitsch Usmanow
- Lew Awnerowitsch Lewiew (* 1956), israelischer Milliardär, Firmenbesitzer, Diamantenhändler
- Amnon Cohen (* 1960), israelischer Politiker
- Robert Ilatov (* 1971), israelischer Politiker
- Itamar Borochov (* 1984), israelischer Musiker